# Glas Bheinn Mhòr
Der Glas Bheinn Mhòr ist ein 997 Meter hoher Berg in den schottischen Highlands. Sein gälischer Name kann etwa mit Großer grüner Berg übersetzt werden. Der Berg liegt in der Council Area Argyll and Bute, direkt an der Grenze zur Council Area Highland, und ist als Munro und Marilyn eingestuft.

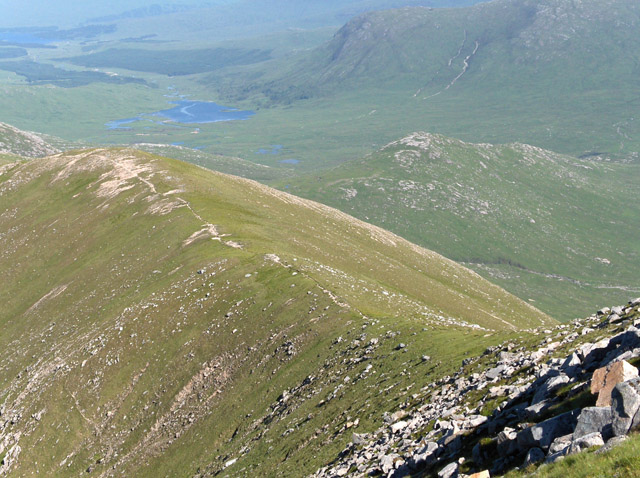
Blick vom Gipfel nach Osten, im Hintergrund Loch Dochard und Loch Tulla

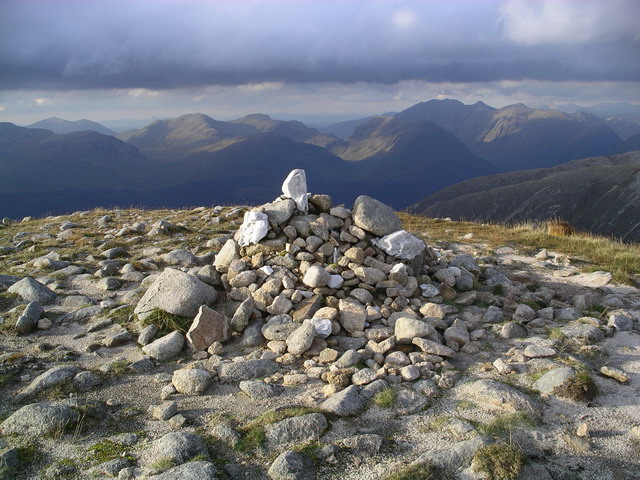
Der Gipfelcairn des Glas Bheinn Mhòr, Blick nach Westen über Glen Etive zu den Bergen von Glen Coe

In der Bergkette, die sich von Loch Etive bis an den Westrand von Rannoch Moor nördlich von Loch Tulla zieht, ist der Glas Bheinn Mhòr der vierthöchste von sechs Munros. Westlich schließt der 1078 Meter hohe Ben Starav die Bergkette ab, östlich der 945 Meter hohe Stob a’ Choire Odhair. Direkter östlicher Nachbar des Glas Bheinn Mhòr ist der 1044 Meter hohe Stob Coir’ an Albannaich. Außer den beiden nach Westen und Nordosten laufenden Verbindungsgraten zu den Nachbargipfeln besitzt der Glas Bheinn Mhòr keine nennenswerten weiteren Grate oder Vorgipfel. Lediglich auf dem Grat zum Ben Starav schließt sich westlich mit geringer Schartenhöhe der 892 Meter hohe Meall nan Tri Tighearnan an. Nach Norden weist der Glas Bheinn Mhòr eine felsdurchsetzte steile Seite auf, die markant über dem Tal des Allt Mheuran aufragt. Auch nach Süden fällt der Berg steil, wenn auch weniger felsig als auf der Nordseite, in das Tal des River Kinglass ab.
Die meisten Munro-Bagger kombinieren eine Besteigung des Glas Bheinn Mhòr mit der des benachbarten Ben Starav oder des Stob Coir’ an Albannaich. Dafür bestehen mehrere Möglichkeiten des Aufstiegs, die alle im Glen Etive nördlich des Berges beginnen. Ausgangspunkt ist die ehemalige Farm Coileitir. Eine Anstiegsmöglichkeit ist der langgezogene Nordgrat des Ben Starav, von dessen Gipfel dann der Verbindungsgrat zum Gipfel des Glas Bheinn Mhòr führt. Durch das Tal des Allt Mheuran führen weitere Möglichkeiten, entweder westlich des Gipfels über das Seitental des Allt nam Meirleach zum Bealachan Lochain Ghaineamhaich, einem Bealach zwischen Ben Starav und Glas Bheinn Mhòr, oder östlich dem Allt Mheuran weiter folgend in den Sattel zwischen Glas Bheinn Mhòr und Stob Coir’ an Albannaich, von dort dann nach Westen. Anstiege von Süden oder Osten sind ebenfalls möglich, erfordern aber sehr lange und teils weglose Anmärsche.